# Liste der kyrkliga Kulturminnen in Ånge (Gemeinde)
Diese Liste der kyrkliga Kulturminnen in Ånge (Gemeinde) zeigt die kirchlichen Kulturdenkmale (schwedisch kyrkliga Kulturminnen) der Gemeinde Ånge im Südwesten der schwedischen Provinz Västernorrlands län mit den Ortschaften (schwedisch tätorter) Alby, Ånge, Fränsta och Ljungaverk und Torpshammar. Es werden die kirchlichen Kulturdenkmale aufgeführt, die auf dem nationalen Denkmalregister (schwedisch Bebyggelseregistret - BeBR) gelistet sind, welches weitere Informationen zu den registrierten Kirchendenkmälern enthält.

## Begriffserklärung
Kyrkliga kulturminnen (schwedisch für kirchliche Kulturdenkmale) sind in Schweden Bauwerke mit einer direkten Beziehung als religiöse Stätte oder einer religiösen Praxis. Im Gesetz über die kulturelle Umwelt ist festgelegt, dass der kulturelle und historische Wert, das Aussehen und der Charakter von Kirchengebäuden und -geländen erhalten bleiben müssen, insbesondere wenn sie vor 1940 gebaut oder angelegt wurden. Als kyrkliga Kulturminnen zählen u. a. Kirchengebäude und benachbarte Friedhöfe, Kirchhöfe und andere religiöse Stätten, welche dauerhaft oder vollständig in religiöse Praxis einbezogen sind; dabei können Teile dieser Denkmale auch als Einzeldenkmal unter Byggnadsminnen (schwedisch für Baudenkmale) oder ehemalige und verlassene Teile unter Fornminnen (schwedisch für alte/antike Denkmale oder archäologische Funde) registriert sein.

## Legende

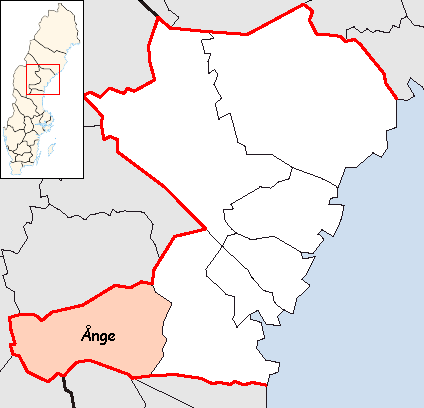
Lage der Gemeinde Ånge

| ID           | = | ID.Nr. des Denkmalregisters (BeBR) im „Swedish National Heritage Board“ (Riksantikvarieämbetet (RAÄ)) |
| Lage         | = | Adresse, Flurstück und Koordinatenangabe des Standorts                                                |
| Bezeichnung  | = | Bezeichnung/Name des Kirchenbauwerks/der religiösen Stätte in Landessprache (schwedisch)              |
| Beschreibung | = | deutscher Name (Funktion/Baujahr, wenn bekannt) sowie eine kurze Beschreibung des Objekts             |
| Bild         | = | Bild des Objekts sowie Verweis auf weitere Bilder                                                     |

## Gemeinde Ånge
| ID             | Lage                                                             | Bezeichnung        | Beschreibung | Bild           |
| -------------- | ---------------------------------------------------------------- | ------------------ | --- | -------------- |
| 21300000002529 | Borgsjöbyn 841 97 Erikslund (Stomjorden 1:3) (Karte)             | Borgsjö kyrka      | Kirche Borgsjö (Kirche mit Friedhof, 1772) Die Kirche auf dem Friedhof in Borgsjö liegt am Nordufer des Borgsjön direkt oberhalb der E 14 zwischen Ånge und Sundsvall. Sie wurde zwischen 1766 und 1771 vom schwedischen Baumeister Daniel Hagman im Rokoko-Stil nach Abbruch der alten Kirche aus dem 14. Jahrhundert errichtet. Sie besteht aus einem rechteckigen Kirchenschiff mit nördlicher Sakristei, der Innenraum ist ein dreiteiliges Sternrippengewölbe und die Gemälde stammen vom schwedischen Maler Paul Hallberg (1734–1789). Zu erwähnen sind noch die erhaltene Orgel aus dem 17. Jahrhundert und das Taufbecken von 1681 sowie die Kanzel (1771) und das Altarbild (1783) von Johan Edler. Um 1783 wurde nördlich der Kirche noch der hölzerne Glockenturm vom schwedischen Baumeister Pål Persson (1732–1815) errichtet, welcher 3 Glocken trägt (1673, 1752 und 1769). (weitere Informationen zur Kirche und der Inneneinrichtung siehe Referenzquelle, S. 379 ff.) | Weitere Bilder |
| 21300000002530 | Albyvägen 48 (bei) 841 44 Alby (Ovansjö 1:354) (Karte)           | Alby kyrka         | Kirche Alby (Kirche mit Friedhof und Glockenturm um 1931, 1935) Der am Nordhang des Ljungan in Alby gelegene Friedhof mit Glockenturm und Kirchenkappelle wurde bereits Ende des 19. Jahrhunderts eingerichtet, 1931 wurde der achteckige hölzerne Glockenturm nach einem Entwurf des Architekten Per Österlund im Südteil erbaut und 1935 die ursprünglich als Grabkapelle geplante Kirche eingeweiht, welche vom Architekten Nils Furst entworfen wurde. Die Inneneinrichtung ist einfach gehalten, zu erwähnen sind noch die Sakristei mit Seitenaltar und das Altarbild vom schwedischen Maler Olle Hjortzberg. | Weitere Bilder |
| 21300000002531 | Vallen 367 841 93 Östavall (Vallen 9:1) (Karte)                  | Haverö kyrka       | Kirche Haverö (Kirche mit Friedhof, 1852) Die Kirche und der Friedhof befinden sich auf der Halbinsel Vallen im Kyrksjön, einem See am Lauf des Ljungan im Südwesten Västernorrlands. Sie wurde nach einem Entwurf von Theodor Edberg 1850 an der Stelle der mittelalterlichen Steinkirche aus dem 13. Jahrhundert unter Leitung des Baumeisters Jacob Norin (1795–1864) errichtet und 1852 eingeweiht. Das rechteckige Kirchengebäude mit Chor und Sakristei im Osten hat seinen Haupteingang durch den Turm im Westen. Der Innenraum und das geschnitzte Inventar ist weitestgehend aus der Entstehungszeit erhalten, das Altarbild („Himmelfahrt“) wurde von Albert Blombergsson (1810–1875) angefertigt. Die Kirche beherbergt auch noch einen alten Altaraufsatz von 1734 angefertigt von Jonas Granberg (1696–1776) und ein Taufbecken von 1923 sowie ein Holzskulptur aus dem 12. Jahrhundert des Erzengel Michael im Kampf gegen den Drachen (die wohl älteste erhaltene Darstellung des Heiligen Michael in Schweden). (weitere Informationen zur Kirche und der Inneneinrichtung siehe Referenzquelle, S. 399 ff.) | Weitere Bilder |
| 21300000002532 | Lillbodavägen 841 75 Torpshammar (Lillboda 1:19) (Karte)         | Torpshammars kyrka | Kirche Torpshammar (Kirche und Friedhof, 1938) rechtwinklige Backsteinkirche auf dem Friedhof (Ende des 19. Jahrhunderts) etwa 800 m südlich Torpshammar am Ostufer des Ljungan; auf dem Gelände befinden sich noch ein 1915 errichteter Glockenturm und eine 1937 erbaute Grabkapelle südwestlich der Kirche. Die Kirche wurde 1938 nach Entwürfen von David Frykholm mit abgewalmtem Schieferdach und mittiger kleiner Turmspitze errichtet, im Innern ist die graue Holzdecke mit Malereien verziert, das Altarbild stammt vom Maler Erik Stenholm (1901–1976). Außergewöhnlich ist der im Osten und Norden das Gelände umgebender schmiedeeiserne Zaun, welcher 1962–1963 vom Schmied Birger Vestin errichtet wurde und Szenen aus der Bibel zeigt. | Weitere Bilder |
| 21300000002540 | Kyrkvägen 9 841 31 Ånge (Ångebyn 1:75) (Karte)                   | Ånge kyrka         | Kirche Ånge (Kirchen mit Glockenturm, 1958) Die im modernistischen Stil der 50er Jahre nach mittelalterlichen Vorbildern erbaute Kirche steht am Nordufer des Ångesjön (einem See am Lauf des Ljungan) im Südwesten der Stadt auf einer Freifläche nördlich des Friedhofs. Sie wurde 1957–1958 nach Plänen des Architekten Johan Thomé (1914–1976) errichtet und zeichnet sich durch einen hohen Kirchenraum mit langen Buntglasfenster und freiliegenden Dachstuhl aus. Das aus Backstein errichtete Gebäude hat Anbauten im Süden (Vorbau) und im Norden (Sakristei) sowie im Westen einen großzügigen Gemeindesaal und ein turmloses versetztes Satteldach. Östlich der Kirche befindet sich noch ein markanter zweiteiliger hölzerner Glockenturm. Die 13-stimmige Orgel wurde 1961 von Grönlunds Orgelbyggeri eingebaut. | Weitere Bilder |
| 21300000002543 | Kyrkrén 8 841 72 Fränsta (Fränsta 6:1) (Karte)                   | Torps kyrka        | Kirche Torp (Kirche und Friedhof, 1785) Die große weiße Steinkirche steht am Nordufer des Torpsjön (einem See im Lauf des Ljungan) etwa 60 km westlich Sundsvall in Fränsta. Der Bau der Kirche (1782–1785) beruht auf Entwürfen des Architekten Olof Tempelman (1745–1816), sie wurde auf den Resten der alten Kirche aus dem 12. Jahrhundert errichtet und 1785 eingeweiht. Der durch Blitzschlag 1882 eingestürzte Turm wurde 1883 nach Entwürfen des Architekten Carl Fredrik Ekholm (1857–1891) erneuert, im Innenraum befindet sich ein Chorbild aus dem Jahre 1925 von Yngve Lundström (1885–1961) und ein Altarbild der alten Kirche aus dem Jahr 1755 von Carl Hofverberg (1695–1765). Erwähnenswert sind zahlreiche mittelalterliche Ausstellungsstücke, so bspw. eine St.-Olof-Statue und ein Taufbecken aus dem 13. Jh. (vom Bildhauer Meister Sighraf) sowie Kirchengewänder und ein erhaltener Holzstuhl aus dem 15. Jh. Das Kirchengelände umschließt im Westen und Süden eine niedrige Steinmauer, welche jeweils mit Eingangsportal-Säulen aus dem 18. Jh. gesäumt sind. Von der Kirche aus hat man einen guten Blick auf die etwa 900 m westlich gelegene Halbinsel Viknäset mit dem Gräberfeld Torp 51:1 (10250200510001) und auf die sich ca. 1,5 km westlich befindende historische Holzbrücke Vikbron (21300000019859); weitere Informationen zur Kirche und der Inneneinrichtung siehe auch Referenzquelle, S. 359 ff. | Weitere Bilder |
| 21300000011582 | Hussborgsvägen 11 840 10 Ljungaverk (Västerhångsta 4:76) (Karte) | Ljungakyrkan       | Kirche Ljunga (Kirche mit Glockenturm, 1957) Der fast schmucklos wirkende moderne Kirchenneubau in Ljungaverk von 1957 des schwedischen Architekten Sven E. Trägårdh (1922–1988) befindet sich im Westteil des Ortes etwa 1 km westlich der Brücke über den Ljungan nördlich des Bachlauf des Granån. Der Kirchenbau besticht durch den großen Kirchenraum mit holzverkleideter Bogendecke im Hochparterre und seine außergewöhnliche Dachform, ein Walmdach mit geteilter Giebelbedachung. Nordwestlich befindet sich noch ein wahrscheinlich früher errichteter hölzerner Glockenturm und im Innern ist das schmiedeeiserne Schmuckgeländer erwähnenswert. | Weitere Bilder |